# Ronde van Frankrijk 2021/Vierde etappe
De vierde etappe van de Ronde van Frankrijk 2021 werd verreden op 29 juni met start in Redon en finish in Fougères.

## Verloop
Na een protest vanwege de onveilige route waarover de renners gisteren werden gestuurd, hielden de renners vlak na de officiële start halt. Na een aantal kilometers en groupe te hebben gereden, vormen Brent Van Moer en Pierre-Luc Périchon de kopgroep van de dag. In de finale laat Van Moer zijn medevluchter achter en probeert zijn kunststukje uit de Dauphiné van dit jaar te herhalen. In de laatste driehonderd meter achterhaalt het peloton hem. In de sprint was Mark Cavendish zes jaar na zijn etappezege in de Ronde van Frankrijk van 2015 wederom in Fougères de sterkste. Het was zijn eenendertigste overwinning in deze rittenkoers.

## Uitslag
| Redon – Fougères (150,4 km) |                    |                                    |          |
| Plaats                      | Naam               | Ploeg                              | Tijd     |
| 1                           | Mark Cavendish     | Deceuninck–Quick-Step              | 3u20'17" |
| 2                           | Nacer Bouhanni     | Arkéa Samsic                       | z.t.     |
| 3                           | Jasper Philipsen   | Alpecin-Fenix                      | z.t.     |
| 4                           | Michael Matthews   | Team BikeExchange                  | z.t.     |
| 5                           | Peter Sagan        | BORA-hansgrohe                     | z.t.     |
| 6                           | Cees Bol           | Team DSM                           | z.t.     |
| 7                           | Christophe Laporte | Cofidis                            | z.t.     |
| 8                           | Mads Pedersen      | Trek-Segafredo                     | z.t.     |
| 9                           | Boy van Poppel     | Intermarché-Wanty-Gobert Matériaux | z.t.     |
| 10                          | André Greipel      | Israel Start-Up Nation             | z.t.     |

| Algemeen klassement |                      |                       |           |
| Plaats              | Naam                 | Ploeg                 | Tijd      |
| Gele trui           | Mathieu van der Poel | Alpecin-Fenix         | 16u19'10" |
| 2                   | Julian Alaphilippe   | Deceuninck–Quick-Step | + 8"      |
| 3                   | Richard Carapaz      | INEOS Grenadiers      | + 31"     |
| 4                   | Wout van Aert        | Team Jumbo-Visma      | z.t.      |
| 5                   | Wilco Kelderman      | BORA-hansgrohe        | + 38"     |
| 6                   | Tadej Pogačar        | UAE Team Emirates     | + 39"     |
| 7                   | Enric Mas            | Movistar Team         | + 40"     |
| 8                   | Nairo Quintana       | Arkéa Samsic          | z.t.      |
| 9                   | Pierre Latour        | Team TotalEnergies    | + 45"     |
| 10                  | Sergio Higuita       | EF Education-Nippo    | + 52"     |

## Nevenklassementen
| Puntenklassement |                    |                       |        |
| Plaats           | Naam               | Ploeg                 | Punten |
| Groene trui      | Mark Cavendish     | Deceuninck–Quick-Step | 89     |
| 2                | Julian Alaphilippe | Deceuninck–Quick-Step | 82     |
| 3                | Michael Matthews   | Team BikeExchange     | 78     |

| Bergklassement |                      |                |        |
| Plaats         | Naam                 | Ploeg          | Punten |
| Bolletjestrui  | Ide Schelling        | Bora-Hansgrohe | 5      |
| 2              | Mathieu van der Poel | Alpecin-Fenix  | 4      |
| 3              | Anthony Perez        | Cofidis        | 3      |

| Jongerenklassement |                |                    |           |
| Plaats             | Naam           | Ploeg              | Tijd      |
| Witte trui         | Tadej Pogačar  | UAE Team Emirates  | 16u19'49" |
| 2                  | Sergio Higuita | EF Education-Nippo | + 13"     |
| 3                  | David Gaudu    | Groupama-FDJ       | z.t.      |

| Ploegenklassement |                    |           |
| Plaats            | Ploeg              | Tijd      |
|                   | Bahrain-Victorious | 49u00'00" |
| 2                 | Jumbo-Visma        | + 1'33"   |
| 3                 | Trek-Segafredo     | + 1'43"   |
| 4                 | Astana Pro Team    | + 1'59"   |
| 5                 | EF Education-Nippo | + 2'02"   |

## Opgaves
1e etappe ·
2e etappe ·
3e etappe ·
4e etappe ·
5e etappe ·
6e etappe ·
7e etappe ·
8e etappe ·
9e etappe ·
10e etappe ·
11e etappe ·
12e etappe ·
13e etappe ·
14e etappe ·
15e etappe ·
16e etappe ·
17e etappe ·
18e etappe ·
19e etappe ·
20e etappe ·
21e etappe
Startlijst · Eindstanden · Afbeeldingen